# Elsinore (Utah)
Pour les articles homonymes, voir Elsinore.
Elsinore est une municipalité américaine située dans le comté de Sevier en Utah.
Lors du recensement de 2010, sa population est de 847 habitants. La municipalité s'étend alors sur une superficie de 1,30 mille carré (3,37 km2).
La localité est fondée en 1874 par James C. Jensen et sa famille. Elle doit son nom à la ville danoise d'Elseneur, que l'apôtre mormon Joseph A. Young avait visitée.